# Salvador Jové i Peres
Salvador Jové i Peres (Artesa de Lleida, 28 de desembre de 1942) és un polític i agricultor català. Es llicencià en economia i empresarials però decidí treballar al camp. Militant comunista, ha estat un dels fundadors i impulsors d'Izquierda Unida alhora que el seu coordinador del seu programa econòmic.
Fou elegit diputat a les eleccions al Parlament Europeu de 1994 i 1999. De 1994 a 1995 fou vicepresident de la Comissió temporal sobre l'Ocupació del Parlament Europeu i el 1997 ho fou de la Comissió temporal encarregada del seguiment de les recomanacions sobre l'EEB (encefalopatia espongiforme bovina) malaltia que afecta a la ramaderia. També fou membre de la Comissió d'Agricultura i Desenvolupament Rural. No fou reescollit a les eleccions de 2004 i des d'aleshores és membre del PSUC Viu i d'Esquerra Unida i Alternativa, tot organitzant conferències arreu d'Espanya sobre la crisi. El 1998 va rebre el Premi de la Premsa com a millor eurodiputat de l'Estat espanyol.